# Katrina Lindsay
Katrina Lindsay (1967) è una costumista e scenografa britannica.

## Biografia
Nata in Cornovaglia, ha studiato alla Central Saint Martins, dove si è laureata nel 1989.
Attiva sulle scene dai primi anni 1990, ha collaborato con la Royal Shakespeare Company per numerosi allestimenti, tra cui La commedia degli errori (2005), Romeo e Giulietta (2006), Come vi piace (2007) e Pene d'amor perdute (2008). Ha esordito a Broadway nel 2008 con un allestimento de Les Liaisons Dangereuses diretto da Rufus Norris, che le è valso il Drama Desk Award, l'Outer Critics Circle Award e il Tony Award ai migliori costumi. Nel 2011 ha collaborato con Terry Gilliam come costumista de La damnation de Faust per l'English National Opera, poi riproposto al Teatro Massimo Vittorio Emanuele come titolo di apertura della stagione 2012/2013.
Nel 2013 ha curato i costumi di un allestimento di Eugenio Onegin alla Royal Opera House, al Teatro Regio di Torino e all'Opera Australia. Del 2014 sono i costumi per un Benvenuto Cellini diretto da Terry Gilliam al London Coliseum, poi riproposto al Teatro dell'Opera di Roma, all'Opéra national de Paris e allo Stopera; i suoi costumi sono stati premiati con il Premio Franco Abbiati della critica musicale italiana. È proprio nel 2016 che ha ottenuto uno dei maggiori successi come costumista di Harry Potter e la maledizione dell'erede, portato al debutto a Londra e poi riproposto anche a Broadway, Australia, Canada, Germania e Giappone; la pièce le è valsa numerosi riconoscimenti, tra cui un secondo Tony Award e il suo primo Premio Laurence Olivier.

## Filmografia

### Costumista
- London Road, regia di Rufus Norris (2015)